# Lore Berger
Lore Berger (Basilea, 17 de diciembre de 1921 - ibíd. 14 de agosto de 1943) fue una escritora suiza, que se suicidó a la edad de 21 años.

## Biografía
Nació en Basilea, en una familia de maestros. En 1939 ingresó en la Universidad de Basilea. Sirvió en el ejército durante la Segunda Guerra Mundial. En esa época fue diagnosticada de anorexia nerviosa. Su primera novela, Der barmherzige Hügel, fue escrita en 1943 para un concurso literario. Se suicidó el 14 de agosto de ese año, y la novela fue publicada tras su muerte. En 1981 el libro fue adaptado por el director alemán de cine Beat Kuert, en una película llamada “Die Zeit ist böse”.